# Ina von Pfaler
Ina von Pfaler, född 17 maj 1882 i Viborg, död 3 augusti 1943 i Helsingfors, var en finländsk operasångerska (sopran) och sångpedagog.
von Pfaler var dotter till bankchefen August von Pfaler och Olga Alfthan. Hon studerade först sång för Anna Forstén, bedrev sångstudier i Berlin 1904–1908, i Paris 1911 och i Stockholm 1919. Hon gav sin debutkonsert på Solennitetssalen på Helsingfors universitett den 3 november 1909. von Pfaler var en flitig konsertsångerska och uppträdde både i Finland och utomlands. På 1920- och 1930-talen uppträdde hon regelbundet i finska Rundradion. Hon var sedan 1915 sångpedagog vid Helsingfors musikinstitut och var under slutet av sin levnad sånglärare vid Helsingfors svenska folkskola.